# Джеральд Едельман
Джералд Моріс Едельман (англ. Gerald Maurice Edelman; 1 липня 1929, Нью-Йорк — 17 травня 2014, Сан-Дієго) — американський біолог, лавреат Нобелівської премії з фізіології або медицини від 1972 року (спільно з Родні Портером) «за відкриття, що стосуються хімічної структури антитіл».